# Bombardier Badge
De Bombardier Badge was een militaire medaille van het Amerikaanse leger. De medaille werd gebruikt tussen 1918 en 1947. De decoratie van de medaille was bedoeld om erkenning te krijgen voor de militaire opleiding en de kwalificatie om bombardier te worden aan boord van een militair vliegtuig. 
Oorspronkelijk was de medaille bekend als de "Bombing Aviator Badge". De Bombardier Badge werd het eerst uitgereikt tijdens de Eerste Wereldoorlog door de United States Army Air Service. De medaille bestond uit een standaard pilootmedaille met in het midden een bom geplaatst. De medaille bleef onveranderlijk tot eind 1930, toen ze werd omgevormd tot de Bombardier Badge. De verandering was voornamelijk nodig vanwege de snelle vooruitgang in de luchtvaart die plaatsvond tussen 1920 en 1939.
Tijdens de Tweede Wereldoorlog werd de Bombardier Badge uitgereikt aan alle militaire bombardiers die hun basistraining hadden voltooid en de geavanceerde bommenwerperinstructies hadden uitgevoerd. 
Na het ontstaan van de United States Air Force verdween de Bombardier Badge en werd niet meer gebruikt na 1950. Vandaag gebruikt de United States Air Force de Navigator Badge, met een soortgelijk ontwerp als de Bombardier Badge. 